# Hemanthias leptus
Hemanthias leptus là một loài cá biển thuộc chi Hemanthias trong họ Cá mú. Loài này được mô tả lần đầu tiên vào năm 1952.

## Phân bố và môi trường sống
H. leptus có phạm vi phân bố rộng rãi ở Tây Đại Tây Dương. Loài này được tìm thấy từ bang Bắc Carolina (Hoa Kỳ), dọc theo bờ biển đông nam Hoa Kỳ, trải rộng khắp vịnh Mexico (ngoại trừ Cuba và vùng Caribe). Ở Nam Mỹ, được tìm thấy từ Cartagena, Colombia đến Suriname. H. leptus sống xung quanh các rạn san hô ở vùng đáy đá, độ sâu khoảng từ 35 đến 640 m.

## Mô tả
H. leptus trưởng thành có chiều dài cơ thể lớn nhất được ghi nhận là 50 cm. Đầu và thân của cá thể trưởng thành màu đỏ hồng ở thân trên, chuyển dần sang màu trắng hồng ở bên dưới. Sọc vàng bên dưới mắt, băng từ mõm đến gốc vây ngực. Hai bên thân có một dải các đốm vàng. Các vây có màu hồng và vàng. Đuôi của cá con (< 20 cm) xẻ thùy, các cá thể lớn hơn có đuôi bằng. 
Số gai ở vây lưng: 10 (gai thứ 3 kéo dài thành vây sợi ở cá trưởng thành); Số tia vây mềm ở vây lưng: 13 - 14; Số gai ở vây hậu môn: 3; Số tia vây mềm ở vây hậu môn: 7 - 8; Số tia vây mềm ở vây ngực: 15 - 19; Số vảy đường bên: 54 - 62; Số lược mang: 34 - 39. 
Thức ăn của H. leptus là các loài cá nhỏ hơn và động vật giáp xác. Loài này không có giá trị thương mại. 